# Суккуловский сельсовет (Ермекеевский район)
Суккуловский сельсовет — муниципальное образование в Ермекеевском районе Башкортостана.

## История
Согласно «Закону о границах, статусе и административных центрах муниципальных образований в Республике Башкортостан» имеет статус сельского поселения.
В 2008 году объединён с Елань-Чишминским сельсоветом.

## Население
| 2002  | 2009  | 2010  | 2012  | 2013  | 2014  | 2015  |
| ----- | ----- | ----- | ----- | ----- | ----- | ----- |
| 2042  | ↘1981 | ↘1930 | ↘1903 | ↘1859 | ↘1801 | ↘1776 |
| 2016  | 2017  |       |       |       |       |       |
| ↘1755 | ↘1737 |       |       |       |       |       |

## Состав сельского поселения
| № | Населённый пункт | Тип населённого пункта       | Население |
| - | ---------------- | ---------------------------- | --------- |
| 1 | Суккулово        | село, административный центр | ↘777      |
| 2 | Купченеево       | село                         | ↘445      |
| 3 | Елань-Чишма      | село                         | ↗438      |
| 4 | Богородский      | деревня                      | ↘78       |
| 5 | Калиновка        | деревня                      | ↗67       |
| 6 | Князевка         | деревня                      | ↘59       |
| 7 | Михайловка       | деревня                      | ↗36       |
| 8 | Райманово        | деревня                      | ↘24       |
| 9 | Никитинка        | деревня                      | ↘6        |